# Grand Prix de Francfort 2017
La 55e édition du Grand Prix de Francfort a eu lieu le 1er mai 2016. La course fait partie du calendrier UCI World Tour 2017 en catégorie 1.UWT. La course faisait précédemment partie de l'UCI Europe Tour.
La course a été remportée par le Norvégien Alexander Kristoff (Katusha-Alpecin) qui s'impose lors d'un sprint respectivement devant les Allemands Rick Zabel (Katusha-Alpecin) et John Degenkolb (Trek-Segafredo).

## Équipes
| WorldTeams (11)- AG2R La Mondiale - BMC Racing Team - Bora-Hansgrohe - Cannondale-Drapac - Lotto-Soudal - Quick-Step Floors - UAE Team Emirates - Katusha-Alpecin - Lotto NL-Jumbo - Team Sunweb - Trek-Segafredo Équipes continentales professionnelles (8)- Aqua Blue Sport - CCC Sprandi Polkowice - Gazprom-RusVelo - Roompot-Nederlandse Loterij - Sport Vlaanderen-Baloise - Verandas Willems-Crelan - WB-Veranclassic-Aqua Protect - Wanty-Groupe Gobert Équipe nationale- Allemagne |
| |

## Classement final
| \| Classement général \| Classement général \| Classement général \| Classement général \| Classement général \| \| Coureur \| Coureur \| Pays \| Équipe \| Temps \| \| ------------------ \| ------------------- \| ------------------ \| --------------------------- \| ------------------ \| \| 1er \| Alexander Kristoff \| Norvège \| Katusha-Alpecin \| 5 h 29 min 32 s \| \| 2e \| Rick Zabel \| Allemagne \| Katusha-Alpecin \| + 0 s \| \| 3e \| John Degenkolb \| Allemagne \| Trek-Segafredo \| + 0 s \| \| 4e \| Jempy Drucker \| Luxembourg \| BMC Racing Team \| + 0 s \| \| 5e \| Pim Ligthart \| Pays-Bas \| Roompot-Nederlandse Loterij \| + 0 s \| \| 6e \| Juan José Lobato \| Espagne \| LottoNL-Jumbo \| + 0 s \| \| 7e \| Jasper Stuyven \| Belgique \| Trek-Segafredo \| + 0 s \| \| 8e \| Maximiliano Richeze \| Argentine \| Quick-Step Floors \| + 0 s \| \| 9e \| Michel Kreder \| Pays-Bas \| Aqua Blue Sport \| + 0 s \| \| 10e \| Ben Swift \| Royaume-Uni \| UAE Team Emirates \| + 0 s \| |                     |             |                             |                 |
| |                     |             |                             |                 |
| Source : ProCyclingStats |                     |             |                             |                 |
| Classement général |                     |             |                             |                 |
| Coureur | Coureur             | Pays        | Équipe                      | Temps           |
| 1er | Alexander Kristoff  | Norvège     | Katusha-Alpecin             | 5 h 29 min 32 s |
| 2e | Rick Zabel          | Allemagne   | Katusha-Alpecin             | + 0 s           |
| 3e | John Degenkolb      | Allemagne   | Trek-Segafredo              | + 0 s           |
| 4e | Jempy Drucker       | Luxembourg  | BMC Racing Team             | + 0 s           |
| 5e | Pim Ligthart        | Pays-Bas    | Roompot-Nederlandse Loterij | + 0 s           |
| 6e | Juan José Lobato    | Espagne     | LottoNL-Jumbo               | + 0 s           |
| 7e | Jasper Stuyven      | Belgique    | Trek-Segafredo              | + 0 s           |
| 8e | Maximiliano Richeze | Argentine   | Quick-Step Floors           | + 0 s           |
| 9e | Michel Kreder       | Pays-Bas    | Aqua Blue Sport             | + 0 s           |
| 10e | Ben Swift           | Royaume-Uni | UAE Team Emirates           | + 0 s           |

## Liste des participants
| Légende | Légende                                                                    | Légende | Légende                                                    |
| ------- | -------------------------------------------------------------------------- | ------- | ---------------------------------------------------------- |
| Num     | Dossard de départ porté par le coureur sur ce Grand Prix de Francfort      | Pos     | Position à l'arrivée de la course                          |
|         | Indique un maillot de champion national ou mondial, suivi de sa spécialité | NP      | Indique un coureur qui n'a pas pris le départ de la course |
| AB      | Indique un coureur qui n'a pas terminé la course                           | HD      | Indique un coureur qui a terminé la course hors des délais |

| Katusha-Alpecin KAT | Katusha-Alpecin KAT      | Katusha-Alpecin KAT |
| ------------------- | ------------------------ | ------------------- |
| Num                 | Coureur                  | Pos                 |
| 1                   | Alexander Kristoff (NOR) | 1er                 |
| 2                   | Maxim Belkov (RUS)       | AB                  |
| 3                   | Tony Martin (GER)        | 47e                 |
| 4                   | Marco Mathis (GER)       | AB                  |
| 5                   | Michael Mørkøv (DEN)     | AB                  |
| 6                   | Nils Politt (GER)        | 42e                 |
| 7                   | Ángel Vicioso (ESP)      | 49e                 |
| 8                   | Rick Zabel (GER)         | 2e                  |
| Directeur sportif : |                          |                     |

| Quick-Step Floors QST | Quick-Step Floors QST     | Quick-Step Floors QST |
| --------------------- | ------------------------- | --------------------- |
| Num                   | Coureur                   | Pos                   |
| 11                    | Marcel Kittel (GER)       | AB                    |
| 12                    | Fernando Gaviria (COL)    | AB                    |
| 13                    | Yves Lampaert (BEL)       | AB                    |
| 14                    | Maximiliano Richeze (ARG) | 8e                    |
| 15                    | Fabio Sabatini (ITA)      | AB                    |
| 16                    | Pieter Serry (BEL)        | 35e                   |
| 17                    | Petr Vakoč (CZE)          | 45e                   |
| 18                    | Julien Vermote (BEL)      | 52e                   |
| Directeur sportif :   |                           |                       |

| Bora-Hansgrohe BOH  | Bora-Hansgrohe BOH        | Bora-Hansgrohe BOH |
| ------------------- | ------------------------- | ------------------ |
| Num                 | Coureur                   | Pos                |
| 21                  | Peter Sagan (SVK)         | AB                 |
| 22                  | Pascal Ackermann (GER)    | 32e                |
| 23                  | Erik Baška (SVK)          | AB                 |
| 24                  | Cesare Benedetti (ITA)    | AB                 |
| 25                  | Sam Bennett (IRL)         | 22e                |
| 26                  | Marcus Burghardt (GER)    | AB                 |
| 27                  | Gregor Mühlberger (AUT)   | AB                 |
| 28                  | Andreas Schillinger (GER) | 39e                |
| Directeur sportif : |                           |                    |

| Trek-Segafredo TFS  | Trek-Segafredo TFS    | Trek-Segafredo TFS |
| ------------------- | --------------------- | ------------------ |
| Num                 | Coureur               | Pos                |
| 31                  | John Degenkolb (GER)  | 3e                 |
| 32                  | Julien Bernard (FRA)  | 46e                |
| 33                  | Marco Coledan (ITA)   | AB                 |
| 34                  | Koen de Kort (NED)    | 59e                |
| 35                  | Laurent Didier (LUX)  | AB                 |
| 36                  | Ruben Guerreiro (POR) | 23e                |
| 37                  | Mads Pedersen (DEN)   | 43e                |
| 38                  | Jasper Stuyven (BEL)  | 7e                 |
| Directeur sportif : |                       |                    |

| Lotto-Soudal LTS    | Lotto-Soudal LTS      | Lotto-Soudal LTS |
| ------------------- | --------------------- | ---------------- |
| Num                 | Coureur               | Pos              |
| 41                  | André Greipel (GER)   | AB               |
| 42                  | Jasper De Buyst (BEL) | AB               |
| 43                  | Frederik Frison (BEL) | 57e              |
| 44                  | Adam Hansen (AUS)     | 30e              |
| 45                  | Nikolas Maes (BEL)    | 20e              |
| 46                  | Marcel Sieberg (GER)  | AB               |
| 47                  | Jelle Vanendert (BEL) | AB               |
| 48                  | Enzo Wouters (BEL)    | AB               |
| Directeur sportif : |                       |                  |

| Sunweb SUN          | Sunweb SUN                | Sunweb SUN |
| ------------------- | ------------------------- | ---------- |
| Num                 | Coureur                   | Pos        |
| 51                  | Michael Matthews (AUS)    | 15e        |
| 52                  | Nikias Arndt (GER)        | 50e        |
| 53                  | Roy Curvers (NED)         | AB         |
| 54                  | Bert De Backer (BEL)      | AB         |
| 55                  | Johannes Fröhlinger (GER) | 55e        |
| 56                  | Ramon Sinkeldam (NED)     | AB         |
| 57                  | Mike Teunissen (NED)      | AB         |
| 58                  | Zico Waeytens (BEL)       | AB         |
| Directeur sportif : |                           |            |

| AG2R La Mondiale ALM | AG2R La Mondiale ALM     | AG2R La Mondiale ALM |
| -------------------- | ------------------------ | -------------------- |
| Num                  | Coureur                  | Pos                  |
| 61                   | Oliver Naesen (BEL)      | AB                   |
| 62                   | Gediminas Bagdonas (LTU) | AB                   |
| 63                   | Rudy Barbier (FRA)       | 14e                  |
| 64                   | Nico Denz (GER)          | 31e                  |
| 65                   | Samuel Dumoulin (FRA)    | AB                   |
| 66                   | Julien Duval (FRA)       | AB                   |
| 67                   | Sondre Holst Enger (NOR) | AB                   |
| 68                   | Stijn Vandenbergh (BEL)  | AB                   |
| Directeur sportif :  |                          |                      |

| UAE Emirates UAD    | UAE Emirates UAD     | UAE Emirates UAD |
| ------------------- | -------------------- | ---------------- |
| Num                 | Coureur              | Pos              |
| 71                  | Ben Swift (GBR)      | 10e              |
| 72                  | Valerio Conti (ITA)  | AB               |
| 73                  | Filippo Ganna (ITA)  | AB               |
| 74                  | Marko Kump (SLO)     | AB               |
| 75                  | Yousif Mirza (UAE)   | AB               |
| 76                  | Simone Petilli (ITA) | 36e              |
| 77                  | Edward Ravasi (ITA)  | 66e              |
| 78                  | Federico Zurlo (ITA) | AB               |
| Directeur sportif : |                      |                  |

| Sport Vlaanderen-Baloise SVB | Sport Vlaanderen-Baloise SVB | Sport Vlaanderen-Baloise SVB |
| ---------------------------- | ---------------------------- | ---------------------------- |
| Num                          | Coureur                      | Pos                          |
| 81                           | Preben Van Hecke (BEL)       | 67e                          |
| 82                           | Aimé De Gendt (BEL)          | 28e                          |
| 83                           | Benjamin Declercq (BEL)      | AB                           |
| 84                           | Eliot Lietaer (BEL)          | 40e                          |
| 85                           | Ruben Pols (BEL)             | AB                           |
| 86                           | Thomas Sprengers (BEL)       | 61e                          |
| 87                           | Dries Van Gestel (BEL)       | 37e                          |
| 88                           | Jens Wallays (BEL)           | AB                           |
| Directeur sportif :          |                              |                              |

| BMC Racing BMC      | BMC Racing BMC          | BMC Racing BMC |
| ------------------- | ----------------------- | -------------- |
| Num                 | Coureur                 | Pos            |
| 91                  | Martin Elmiger (SUI)    | 60e            |
| 92                  | Tom Bohli (SUI)         | 11e            |
| 93                  | Silvan Dillier (SUI)    | 24e            |
| 94                  | Jempy Drucker (LUX)     | 4e             |
| 95                  | Manuel Senni (ITA)      | AB             |
| 96                  | Francisco Ventoso (ESP) | 13e            |
| 97                  | Loïc Vliegen (BEL)      | AB             |
| 98                  |                         |                |
| Directeur sportif : |                         |                |

| Germany GER         | Germany GER               | Germany GER |
| ------------------- | ------------------------- | ----------- |
| Num                 | Coureur                   | Pos         |
| 101                 | Raphael Freienstein (GER) | AB          |
| 102                 | Christopher Hatz (GER)    | AB          |
| 103                 | Nikodemus Holler (GER)    | AB          |
| 104                 | Georg Loef (GER)          | AB          |
| 105                 | Christian Mager (GER)     | AB          |
| 106                 | Jonas Rapp (GER)          | AB          |
| 107                 | Mario Vogt (GER)          | AB          |
| 108                 | George Zimmerman (GER)    | AB          |
| Directeur sportif : |                           |             |

| Cannondale-Drapac CDT | Cannondale-Drapac CDT     | Cannondale-Drapac CDT |
| --------------------- | ------------------------- | --------------------- |
| Num                   | Coureur                   | Pos                   |
| 111                   | Dylan van Baarle (NED)    | AB                    |
| 112                   | Alberto Bettiol (ITA)     | AB                    |
| 113                   | Patrick Bevin (NZL)       | 26e                   |
| 114                   | Sebastian Langeveld (NED) | AB                    |
| 115                   | Ryan Mullen (IRL)         | AB                    |
| 116                   | Thomas Scully (NZL)       | 41e                   |
| 117                   | Tom Van Asbroeck (BEL)    | 17e                   |
| 118                   |                           |                       |
| Directeur sportif :   |                           |                       |

| Wanty-Groupe Gobert WGG | Wanty-Groupe Gobert WGG    | Wanty-Groupe Gobert WGG |
| ----------------------- | -------------------------- | ----------------------- |
| Num                     | Coureur                    | Pos                     |
| 121                     | Kenny Dehaes (BEL)         | AB                      |
| 122                     | Simone Antonini (ITA)      | AB                      |
| 123                     | Frederik Backaert (BEL)    | 53e                     |
| 124                     | Jérôme Baugnies (BEL)      | AB                      |
| 125                     | Tom Devriendt (BEL)        | AB                      |
| 126                     | Guillaume Levarlet (FRA)   | AB                      |
| 127                     | Kévin Van Melsen (BEL)     | AB                      |
| 128                     | Pieter Vanspeybrouck (BEL) | AB                      |
| Directeur sportif :     |                            |                         |

| Lotto NL-Jumbo TLJ  | Lotto NL-Jumbo TLJ     | Lotto NL-Jumbo TLJ |
| ------------------- | ---------------------- | ------------------ |
| Num                 | Coureur                | Pos                |
| 131                 | Juan José Lobato (ESP) | 6e                 |
| 132                 | Robert Wagner (GER)    | AB                 |
| 133                 | Twan Castelijns (NED)  | AB                 |
| 134                 | Floris De Tier (BEL)   | 34e                |
| 135                 | Paul Martens (GER)     | 44e                |
| 136                 | Daan Olivier (NED)     | AB                 |
| 137                 | Bram Tankink (NED)     | 27e                |
| 138                 | Jos van Emden (NED)    | 29e                |
| Directeur sportif : |                        |                    |

| WB-Veranclassic-Aqua Protect WVA | WB-Veranclassic-Aqua Protect WVA | WB-Veranclassic-Aqua Protect WVA |
| -------------------------------- | -------------------------------- | -------------------------------- |
| Num                              | Coureur                          | Pos                              |
| 141                              | Kevyn Ista (BEL)                 | AB                               |
| 142                              | Sébastien Delfosse (BEL)         | AB                               |
| 143                              | Thomas Deruette (BEL)            | AB                               |
| 144                              | Grégory Habeaux (BEL)            | AB                               |
| 145                              | Alex Kirsch (LUX)                | 12e                              |
| 146                              | Christophe Masson (FRA)          | AB                               |
| 147                              | Olivier Pardini (BEL)            | 62e                              |
| 148                              | Antoine Warnier (BEL)            | AB                               |
| Directeur sportif :              |                                  |                                  |

| Aqua Blue Sport ABS | Aqua Blue Sport ABS       | Aqua Blue Sport ABS |
| ------------------- | ------------------------- | ------------------- |
| Num                 | Coureur                   | Pos                 |
| 151                 | Leigh Howard (AUS)        | AB                  |
| 152                 | Stefan Denifl (AUT)       | AB                  |
| 153                 | Aaron Gate (NZL)          | 51e                 |
| 154                 | Lasse Norman Hansen (DEN) | 54e                 |
| 155                 | Martyn Irvine (IRL)       | AB                  |
| 156                 | Peter Koning (NED)        | 56e                 |
| 157                 | Michel Kreder (NED)       | 9e                  |
| 158                 | Calvin Watson (AUS)       | AB                  |
| Directeur sportif : |                           |                     |

| Roompot-Nederlandse Loterij RNL | Roompot-Nederlandse Loterij RNL | Roompot-Nederlandse Loterij RNL |
| ------------------------------- | ------------------------------- | ------------------------------- |
| Num                             | Coureur                         | Pos                             |
| 161                             | Pim Ligthart (NED)              | 5e                              |
| 162                             | Tim Ariesen (NED)               | AB                              |
| 163                             | Martijn Budding (NED)           | AB                              |
| 164                             | Berden de Vries (NED)           | AB                              |
| 165                             | Raymond Kreder (NED)            | 65e                             |
| 166                             | Jens Mouris (NED)               | AB                              |
| 167                             | Oscar Riesebeek (NED)           | 18e                             |
| 168                             | Brian van Goethem (NED)         | 25e                             |
| Directeur sportif :             |                                 |                                 |

| Verandas Willems-Crelan VWC | Verandas Willems-Crelan VWC | Verandas Willems-Crelan VWC |
| --------------------------- | --------------------------- | --------------------------- |
| Num                         | Coureur                     | Pos                         |
| 171                         | Stijn Devolder (BEL)        | AB                          |
| 172                         | Gaëtan Bille (BEL)          | 19e                         |
| 173                         | Sander Cordeel (BEL)        | AB                          |
| 174                         | Dries De Bondt (BEL)        | AB                          |
| 175                         | Huub Duyn (NED)             | AB                          |
| 176                         | Timothy Dupont (BEL)        | AB                          |
| 177                         | Aidis Kruopis (LTU)         | AB                          |
| 178                         | Otto Vergaerde (BEL)        | AB                          |
| Directeur sportif :         |                             |                             |

| Gazprom-RusVelo GAZ | Gazprom-RusVelo GAZ       | Gazprom-RusVelo GAZ |
| ------------------- | ------------------------- | ------------------- |
| Num                 | Coureur                   | Pos                 |
| 181                 | Sergueï Lagoutine (RUS)   | AB                  |
| 182                 | Artur Ershov (RUS)        | AB                  |
| 183                 | Artem Nych (RUS)          | AB                  |
| 184                 | Ivan Savitskiy (RUS)      | AB                  |
| 185                 | Evgeny Shalunov (RUS)     | 21e                 |
| 186                 | Andrey Solomennikov (RUS) | 63e                 |
| 187                 | Alexey Tsatevitch (RUS)   | AB                  |
| 188                 | Nikolay Trusov (RUS)      | AB                  |
| Directeur sportif : |                           |                     |

| CCC Sprandi Polkowice CCC | CCC Sprandi Polkowice CCC | CCC Sprandi Polkowice CCC |
| ------------------------- | ------------------------- | ------------------------- |
| Num                       | Coureur                   | Pos                       |
| 191                       | Maciej Paterski (POL)     | 16e                       |
| 192                       | Adrian Kurek (POL)        | AB                        |
| 193                       | Łukasz Owsian (POL)       | 38e                       |
| 194                       | Michał Paluta (POL)       | 58e                       |
| 195                       | Leszek Pluciński (POL)    | AB                        |
| 196                       | Simone Ponzi (ITA)        | 48e                       |
| 197                       | Branislau Samoilau (BLR)  | 64e                       |
| 198                       | Jan Tratnik (SLO)         | 33e                       |
| Directeur sportif :       |                           |                           |